# 彩雲巴士總站
彩雲巴士總站（英語：Choi Wan Bus Terminus）是香港一個有蓋巴士總站，位於黃大仙區牛池灣彩雲商場對開。巴士總站設3條車道，由進站方向左至右排列分別是21線、3M線、10線。

## 概況
由於巴士總站已有一定歷史，現時巴士總站在早上繁忙時間已不能容納大量侯車市民及學生，使到部分路線 (例3M線) 的侯車乘客要在巴士總站的行車通道上排隊，當巴士到達總站時，侯車乘客需要讓路予雙層巴士進入埋站，情況險象環生。
在早上繁忙時間21及3M的候車坑位往往不夠位，而3M經常要借21的侯車坑位，故十分不方便(尤其是早上7:15-7:45)。而近年九巴為改善此情況，早上繁忙時間都會加開3M的班次， 目的是盡快疏導乘客。

## 總站路線資料

### 九龍巴士3M線
- 慈雲山（北） ↔ 彩雲
- 彩雲 → 慈雲山（南） (特別班次)

1979年12月16日配合香港地鐵延至尖沙咀而提供接駁服務，途經富山邨、彩虹站, 2017年4月29日與3P線合併

### 九龍巴士10線
- 彩雲 ↺ 大角咀

1974年10月14日投入服務，1996年11月10日改為日間循環線，由彩雲邨開出，途經彩虹邨、鑽石山、黃大仙、九龍仔、窩打老道、油麻地、大角咀及旺角，然後折返彩雲。

### 九龍巴士21線
- 彩雲 ↔ 紅磡站

1978年7月17日配合彩雲邨落成而投入服務，往來彩雲邨和紅磡站，每日往返彩虹邨、新蒲崗、土瓜灣和紅磡等地的乘客提供服務。

## 途經清水灣道（彩雲邨）路線資料

### 九龍巴士91線
- 清水灣 ↔ 鑽石山站

1948年投入服務，來往清水灣和鑽石山鐵路站。主要服務清水灣道沿線居民往來市區、香港科技大學學生及教職員，以及前往沿線泳灘和郊野公園遊玩的市民。

### 九龍巴士91M線
- 寶林 ↔ 鑽石山站

1976年4月1日投入服務，途經香港科技大學、清水灣道。

### 九龍巴士92線
- 西貢 ↔ 鑽石山站

1948年投入服務，途經清水灣道、西貢公路。

### 九龍巴士292P線
- 西貢 → 觀塘（創紀之城）

1994年10月16日投入服務，由西貢單向前往觀塘，只在平日早上開出07:30一班車，是唯一由西貢郊區開出的的早晨特別路線，以方便前往觀塘上班的西貢居民，

### 過海隧道巴士606線
- 彩雲（豐盛街） ↔ 小西灣（藍灣半島）

1989年9月22日配合東區海底隧道通車，此線投入服務，由九巴及城巴聯營，提供牛池灣、九龍灣、觀塘、藍田來往北角、鰂魚涌、耀東邨、筲箕灣、柴灣及小西灣的過海隧道巴士服務。

### 過海隧道巴士606A線
- 彩雲（豐盛街） ↔ 耀東邨

1989年9月22日配合過海隧道巴士606線服務重組而投入服務，由九巴及城巴聯營，提供牛池灣、坪石邨、彩盈邨、觀塘、藍田來往北角、鰂魚涌、太古城及西灣河的過海隧道巴士服務，只於平日上午繁忙時間提供服務。

### 新界區專線小巴1線
- 西貢 ↔ 德福花園

### 新界區專線小巴1A線
- 西貢 ↔ 新蒲崗（采頤花園）

### 新界區專線小巴1S線
- 西貢 ↔ 新蒲崗（采頤花園）

### 新界區專線小巴11線
- 坑口村 ↔ 彩虹邨

### 新界區專線小巴11B線
- 彩虹邨 ↔ 香港科技大學

### 新界區專線小巴11S線
- 寶林 ↔ 彩虹邨

### 九龍區專線小巴16線
- 扎山道（彩輝邨） ↔ 坪石（彩虹站）

### 九龍區專線小巴16A線
- 豐盛街紀律部隊宿舍 ↔ 坪石（彩虹站）

### 九龍區專線小巴16B線
- 曉暉花園 ↔ 坪石（彩虹站）

### 九龍區專線小巴16S線
- 峻弦 ↔ 坪石（彩虹站）

### 九龍區專線小巴68線
- 彩雲（豐盛街） ↔ 九龍灣（企業廣場）

## 過往路線
- 過海隧道巴士606P線

## 車坑分佈
| 車坑分佈（以入口最左邊起計） | 車坑分佈（以入口最左邊起計） | 車坑分佈（以入口最左邊起計）                                                                                        |
| 編號                         | 車坑數目                     | 路線 |
| ---------------------------- | ---------------------------- | --- |
| 1                            | 單坑                         | 九龍巴士21線 |
| 2                            | 單坑                         | 九龍巴士3M線 |
| 3                            | 雙坑                         | 九龍巴士10線 |
| 4                            | 出口                         | 專線小巴1、1A、1S、11、11B、11S、16、16A、16B、16S、68線 九龍巴士91、91M、92、292P線 過海隧道巴士606、606A線 的士站 |

## 外部連結
- 九巴網站
- 香港巴士大典上的相关条目：彩雲總站